# Русанов Ігор Володимирович
І́гор Володи́мирович Руса́нов (нар. 29 жовтня 1975) майор медичної служби Командування медичних сил Збройних Сил України. Начальник відділення судинної хірургії Запорізького військового госпіталю.
З початком військової служби брав участь у проведенні складних хірургічних втручань і в умовах бойових дій та ризику для життя надавав кваліфіковану медичну допомогу військовослужбовцям і цивільним особам, що постраждали внаслідок війни.
З 2018 року брав безпосередню участь у розвитку трансплантації в Україні — в 2018 році вперше в Україні, за наказом МОЗ України, розроблено й розпочато курси з транспланткоординації на базі кафедри трансплантології ендокринної хірургії з курсом серцево-судинної хірургії ДЗ ЗМАПО МОЗ України.

## Життєпис
Народився 29 жовтня 1975 року у м. Нова Каховка, Херсонської області.
Закінчив Запорізький медичний університет, за спеціальність «лікувальна справа» та інтернатуру на базі Запорізької обласної клінічної лікарні, кафедри госпітальної хірургії ЗДМУ. Проходив клінічну ординатуру на базі Запорізької обласної клінічної лікарні, кафедри госпітальної хірургії ЗДМУ.
У 2009 році захистив дисертацію — кандидат медичних наук. У 2015 році присвоєно вчене звання доцента.
З березня 2022 року в складі виїзної хірургічної бригади як волонтер надавав хірургічну допомогу пораненим.
З вересня 2023 року мобілізований за власним бажанням до ЗСУ. Одружений, має сина.

## Нагороди
- Орден Богдана Хмельницького ІІІ ступеня[3]
- Медаль Запорізької облдержадміністрації «За розвиток Запорізького краю» (2022)
- Почесна нагрудна відзнака Головнокомандувача ЗСУ «Хрест Військова честь»
- Грамота Кабінету міністрів України «За розвиток трансплантації» (2018)